# Daniel Muñoz de la Nava
Daniel Muñoz De La Nava (Madrid, 29 de janeiro de 1982) é um tenista profissional espanhol canhoto. Teve como melhor ranking 89° em simples pela ATP.

## Finais no circuito ATP

### Duplas: 1 (1 vice)
| Status | V-D | Data       | Torneio            | Piso   | Parceiro               | Adversários                     | Resultado |
| ------ | --- | ---------- | ------------------ | ------ | ---------------------- | ------------------------------- | --------- |
| Vice   | 0–1 | 22/07/2012 | Hamburgo, Alemanha | saibro | Rogério Dutra da Silva | David Marrero Fernando Verdasco | 4–6, 3–6  |

## Challenger finais

### Simples: 10 (3–7)
| Legenda                   |
| ------------------------- |
| ATP Challenger Tour (3–7) |

| Resultado | N. | Data             | Torneio              | Piso   | Oponente          | Placar             |
| --------- | -- | ---------------- | -------------------- | ------ | ----------------- | ------------------ |
| Vice      | 1. | 3 agosto 2008    | Timisoara, Romênia   | Saibro | Daniel Brands     | 4–6, 6–7(0–7)      |
| Vice      | 2. | 12 abril 2009    | Atenas, Grécia       | Duro   | Rui Machado       | 3–6, 6–7(4–7)      |
| Vice      | 3. | 1 agosto 2010    | Cordenons, Itália    | Saibro | Steve Darcis      | 2–6, 4–6           |
| Campeão   | 1. | 21 agosto 2011   | Cordenons, Itália    | Saibro | Nicolás Pastor    | 6–4, 2–6, 6–2      |
| Vice      | 4. | 23 outubro 2011  | Quito, Equador       | Saibro | Sebastián Decoud  | 3–6, 6–7(3–7)      |
| Vice      | 5. | 18 novembro 2012 | Marbella, Espanha    | Saibro | Albert Montañés   | 6–3, 2–6, 3–6      |
| Vice      | 6. | 21 junho 2014    | Mohammedia, Marrocos | Saibro | Pablo Carreño     | 6–7(2–7), 6–2, 2–6 |
| Vice      | 7. | 7 setembro 2014  | Alphen, Holanda      | Saibro | Jesse Huta Galung | 3–6, 4–6           |
| Campeão   | 2. | 12 abril 2015    | Napoli, Itália       | Saibro | Matteo Donati     | 6–2, 6–1           |
| Campeão   | 3. | 14 junho 2015    | Moscou, Russia       | Saibr  | Radu Albot        | 6–0, 6–1           |

### Duplas: 20 (12–8)
| Legenda                    |
| -------------------------- |
| ATP Challenger Tour (12–8) |

| Resultado | N.  | Data             | Torneio             | Piso   | Parceiro              | Oponentes                                | Placar                 |
| --------- | --- | ---------------- | ------------------- | ------ | --------------------- | ---------------------------------------- | ---------------------- |
| Campeão   | 16. | 10 setembro 2010 | Seville, Espanha    | Saibro | Santiago Ventura      | Guillermo Olaso Nikola Ćirić             | 6–2, 7–5               |
| Vice      | 17. | 30 setembro 2010 | São Paulo, Brasil   | Saibro | Rui Machado           | Franco Ferreiro André Sá                 | 3–6, 7–6(7–2), [10–8]  |
| Campeão   | 18. | 15 maio 2011     | Zagreb, Croácia     | Saibro | Rubén Ramírez Hidalgo | Mate Pavić Franko Škugor                 | 6–2, 7–6(10–8)         |
| Campeão   | 19. | 10 setembro 2011 | Sevilla, Espanha    | Saibro | Rubén Ramírez Hidalgo | Gerard Granollers Adrián Menéndez        | 6–4, 6–7(4–7), [13–11] |
| Campeão   | 20. | 23 março 2012    | Marrakech, Marrocos | Saibro | Martin Kližan         | Iñigo Cervantes Huegun Federico Delbonis | 6–3, 1–6, [12–10]      |